# Clémentine Autain
Clémentine Autain, född 26 maj 1973 i Saint-Cloud i Hauts-de-Seine, är en fransk politiker och journalist. Hon är medlem av La France Insoumise (LFI). Autain är sedan 2017 ledamot av Frankrikes nationalförsamling.

## Biografi
Clémentine Autain föddes i Saint-Cloud 1973. Hon är dotter till skådespelerskan Dominique Laffin (1952–1985) och sångaren Yvan Dautin (född 1945); modern avled av en hjärtinfarkt, 33 år gammal.